# Herzog von Villahermosa

Wappen der Herzöge von Villahermosa

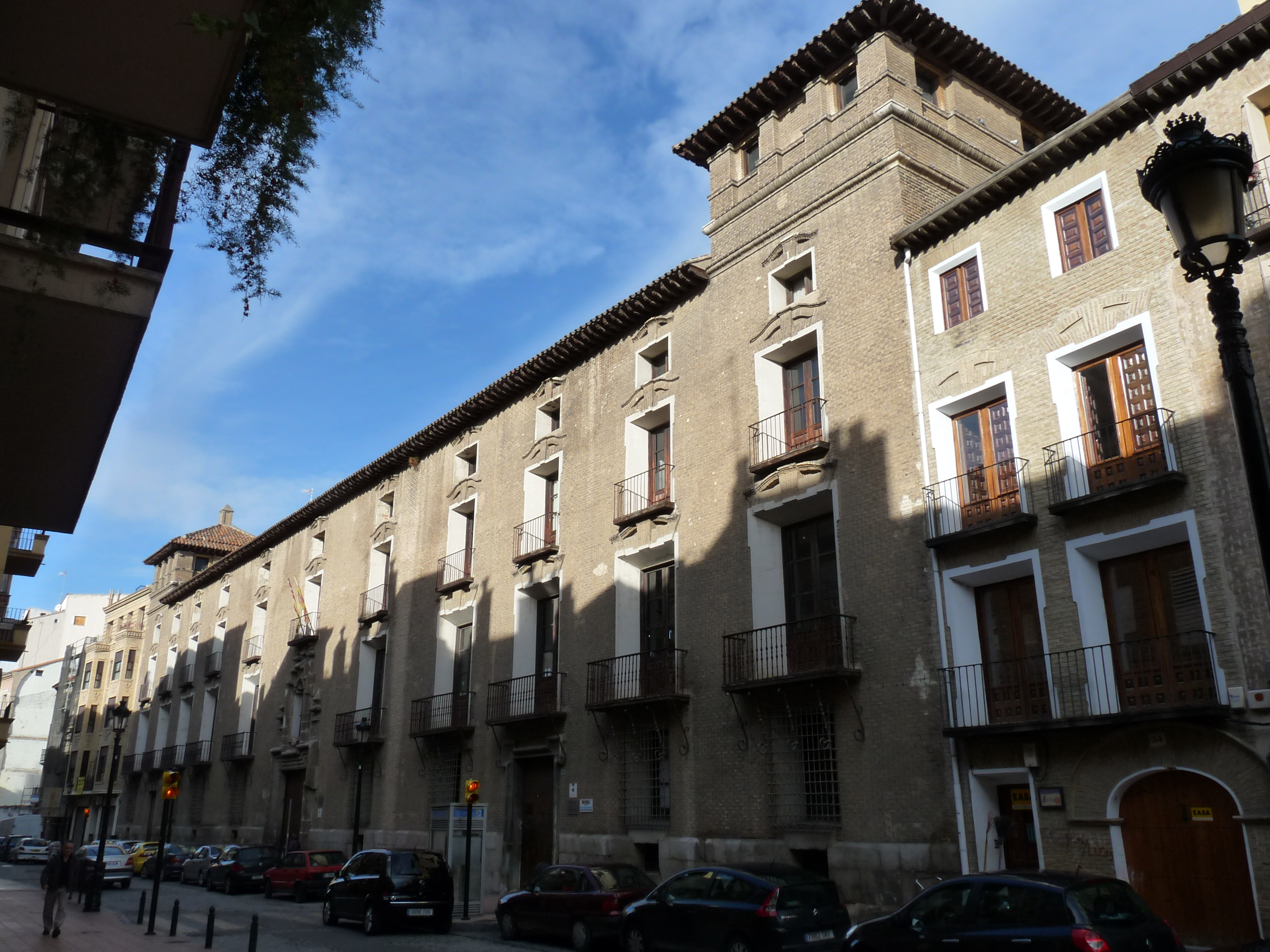
Palast der Duques de Villahermosa in Saragossa, 17. Jahrhundert

Der Herzog von Villahermosa gehört zum spanischen Hochadel und den Granden des Landes. Erster Herzog von Villahermosa war Alfonso von Aragón, ein unehelicher Sohn des Königs Johann II.
Aktueller Titelträger ist Álvaro de Urzaiz y Azlor de Aragon (* 1937), 19. Duque de Villahermosa, der unverheiratet und ohne Erben ist.

## Herzöge von Villahermosa
- Alonso de Aragon el Grande (1415–1485), 1. Conde de Ribagorza y Cortes, 1476 1. Duque de Villahermosa; ⚭ Leonor de Soto y Portugal
- Alonso de Aragón (1479–1513), dessen Sohn, 2. Duque de Villahermosa
  - Marina de Aragon (* 1478); ⚭ Roberto II. Sanseverino, 3. Principe di Salerno
- Fer(di)nando Sanseverino de Aragón (1507–1568), deren Sohn, 3. Duque de Villahermosa, 4. Principe di Salerno
  - Juan de Aragón (1457–1528), unehelicher Sohn Alonsos (II.), 2. Conde de Ribagorza, 1. Duque de Luna; ⚭ María López de Gurrea "la Ricahembra"
  - Alonso Felipe de Aragón y Gurrea (1487–1550), dessen Sohn, 2. Duque de Luna, 3. Conde de Ribagorza; ⚭ I Isabel de Cárdona y Enríquez; ⚭ II NN; ⚭ III Ana Sarmiento Ulloa y Castilla
- Martín de Aragón (1525–1581), dessen Sohn aus dritter Ehe, 4. Duque de Villahermosa, 4. Conde de Ribagorza; ⚭ I Luisa de Borja y Aragón "la Santa Duquesa"
- Fernando de Aragón y Borja (1546–1592), dessen zweiter Sohn, 5. Duque de Villahermosa, 6. Conde de Ribagorza; ⚭ Johanna Freiin v. Pernstein (y Manrique de Lara), Tochter des Vratislav von Pernstein
- Francisco de Aragón y Borja, dessen Bruder, 6. Duque de Villahermosa, 7 und letzter Conde de Ribagorza, 1.Conde de Luna
- Maria Luisa de Aragon († 1663), Tochter des 5. Herzogs, 7. Duquesa de Villahermosa als Testamentserbin des 6. Herzogs; ⚭ Carlos de Borja y Aragón (später de Aragón y Gurrea), 2. Conde de Ficallo
- Fernando Manuel de Aragon de Gurrea y de Borja (* 1613), deren Sohn, 8. Duque de Villahermosa; ⚭ Juana Luisa de Aragón y Alagón, 3. Condesa propietaria de Luna,
- Carlos de Aragón de Gurrea y de Borja (1634–1692), dessen zweiter Sohn, 9. Duque de Villahermosa, 1675–1677 Statthalter der habsburgischen Niederlande, 1688–1690 Vizekönig von Katalonien
- Josefa Francisca Luisa Antonia Cristófora Felipa de Gurrea y Aragón de Castro Pinós y Ximénez de Cerdán (1663–1699), Nachfahrin des 2. Duque de Luna, 5. Condesa de Luna, beansprucht die Nachfolge als Duquesa de Villahermosa; ⚭ José de Gurrea y Aragón
- Josefa Cecilia María Benita Dominga Felipa Luisa de Aragón y Gurrea, deren Tochter, 6. Condesa de Luna, nennt sich Duquesa de Villahermosa; ⚭ I José Lorenzo de Aragón y Gurrea (zuvor José Lorenzo Bardají Bermúdez de Castro Borja y Torrellas), 8. Marqués de Navarrés etc.; ⚭ II Juan Artal de Azlor y Virto de Vera, II Conde de Guara
- José Claudio de Aragón y Gurrea de Castro Pinós (1697–1761), deren Sohn aus erster Ehe, 1750 als 10. Duque de Villahermosa anerkannt
- Juan Pablo de Aragón-Azlor (1730–1790), dessen Neffe, 7. Duque de la Palata, 11. Duque de Villahermosa; ⚭ María Manuela Pignatelli de Aragón Gonzaga Fernández de Heredia y Caracciolo, Tochter des 2. Duque de Solferino. Juan-Pablo war Erbauer des Palacio Villahermosa in Madrid, in welchem sich heute (2012) das Museum Thyssen-Bornemisza befindet.
- Víctor Amadeo de Aragón-Azlor y Pignatelli de Aragón (1779–1792), deren Sohn, 8. Duque de la Palata, 12. Duque de Villahermosa
- José António de Aragón Azlor y Pignatelli de Aragón (1785–1852), dessen Bruder, 9. Duque de la Palata, 13. Duque de Villahermosa; ⚭ María del Carmen Fernández de Córdova y Pacheco
- Marcelino Pedro de Aragón Azlor y Fernández de Córdoba (1815–1888), deren Sohn, 14. Duque de Villahermosa; ⚭ María del Patrocinio Josefa de Idíaquez de Corral Carvajal Azlor Aznárez de Sada y Eguía, de Garro Xasso de Navarra y Fernández de Villavicencio, Tochter des 6. Duque de Granada de Ega
- Maria del Cármen de Aragón-Azlor y Idiáquez (1841–1893), deren Tochter, 15. Duquesa de Villahermosa
- Francisco-Xavier de Aragón-Azlor e Idíaquez (1842–1918), deren Vetter, 16. Duque de Villahermosa; ⚭ Isabel María del Carmen Hurtado de Zaldívar Fernández de Heredia Fernández de Villavicencio y Livermoore, Tochter des 4. Conde de Zaldivar
- José Antonio Azlor de Aragon y Hurtado de Zaldivar (1873–1950), deren Sohn, 17. Duque de Villahermosa; ⚭ María Isabel de Guillamas y Caro, 9. Marquesa de San Felices,
- Maria del Pilar Azlor de Aragon y Guillamas (1908–1996), dessen Tochter, 10. Duquesa de la Palata, 18. Duquesa de Villahermosa; ⚭ Mariano de Urzaiz Silva Salazar y Carvajal, 12. Conde del Puerto
- Álvaro de Urzaiz y Azlor de Aragon (* 1937), deren Sohn, 19. Duque de Villahermosa